# آکورد کاسته

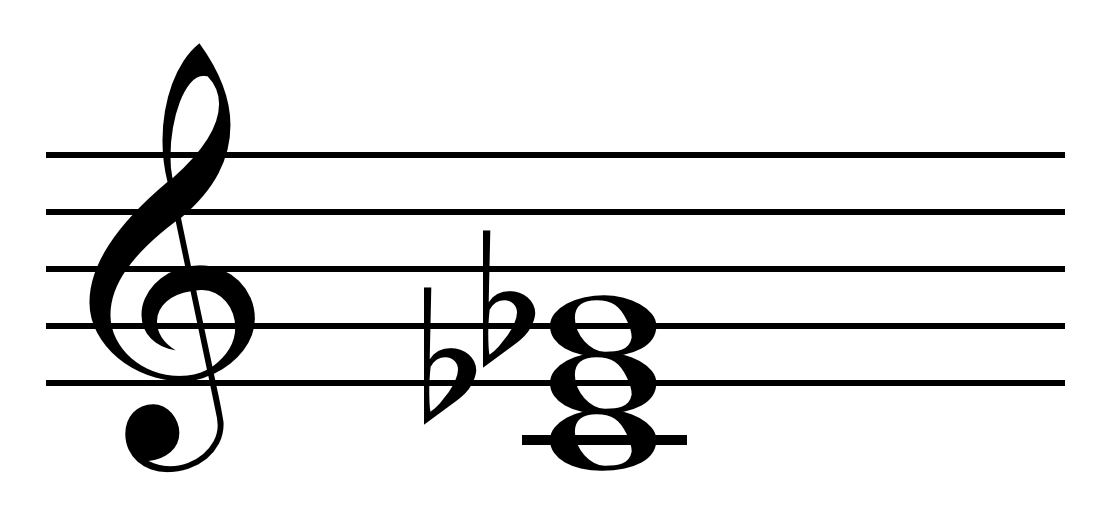
مثال: آکورد کاسته از نت دو، متشکل از دو «سوم کوچک»

آکورد کاسته (انگلیسی: Diminished triad)، از روی هم قرار گرفتن دو فاصله سوم کوچک (سه نیم‌پرده) تشکیل می‌شود و فاصلۀ آن با پایه آکورد، پنجم کاسته (شش نیم‌پرده) است. به عنوان مثال «آکورد دو کاسته» اگر روی نت دو قرار گیرد، متشکل از دو، می بمل و سل بمل  است که با نماد (Cdim) شناخته می‌شود.

## تعریف

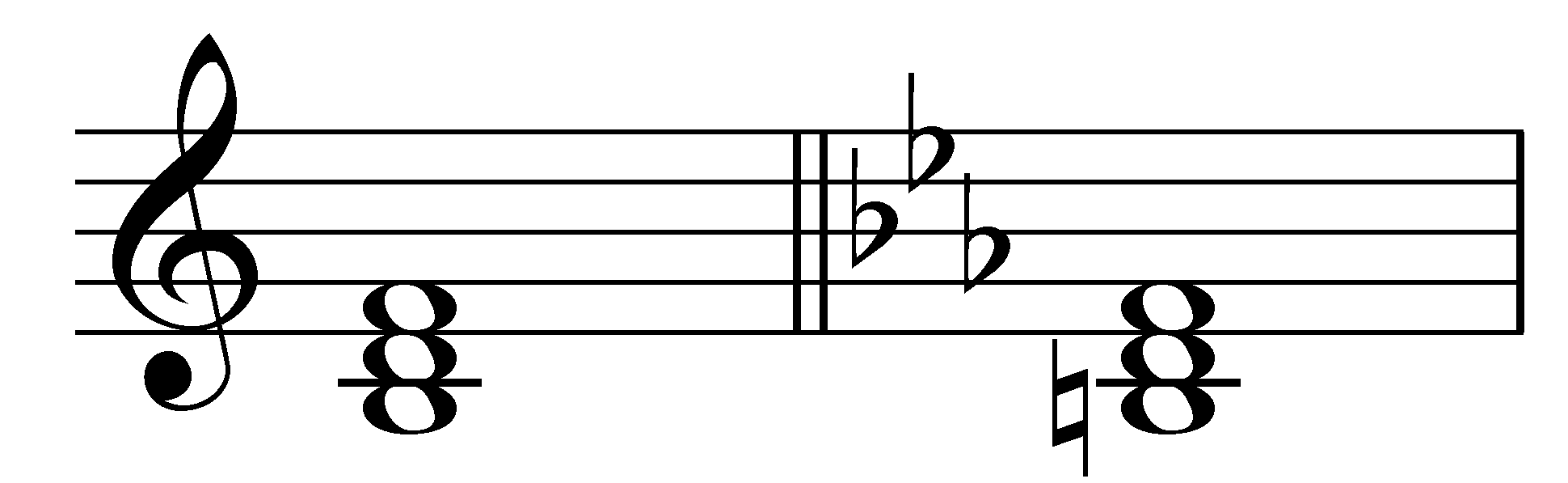
مثال: آکورد کاسته روی درجه هفت گام دو ماژور و دو مینور هارمونیک

آکورد کاسته از روی هم قرار گرفتن دو فاصله سوم کوچک (سه نیم‌پرده) تشکیل می‌شود و فاصلۀ آن با پایه آکورد، پنجم کاسته (شش نیم‌پرده) است.
آکورد کاسته در گام ماژور متعلق به درجه هفت (VII) گام است و در گام مینور هارمونیک، متعلق به درجات دوم (II) و هفتم (VII) گام است. دردوران قواعد مشترک این درجات در گام ماژور و مینور را فاقد مرکز تنال، مطبوعیت و ثبات می‌دانستند و می‌بایست روی درجۀ دیگری از آکورد تهیه و حل شود. در گام ماژور همۀ درجات به جز درجۀ هفت، پایهٔ یک گام دیگرند. همچنین در گام مینور هارمونیک، درجات دوم و هفتم، پایهٔ یک گام دیگر محسوب نمی‌شوند.

## آکوردهای کاسته
جدول آکوردهای کاسته از نت پایه، سوم و پنجم آکورد با نام و نماد آنها نشان داده می‌شود.
| آکورد        | نماد  | پایه   | سوم کوچک         | پنجم کاسته       |
| ------------ | ----- | ------ | ---------------- | ---------------- |
| دو کاسته     | Cdim  | دو     | می بمل           | سل بمل           |
| دو دیز کاسته | C♯dim | دو دیز | می               | سل               |
| ر بمل کاسته  | D♭dim | ر بمل  | فا بمل (می)      | لا دوبل بمل (سل) |
| ر کاسته      | Ddim  | ر      | فا               | لا بمل           |
| ر دیز کاسته  | D♯dim | ر دیز  | ف دیز            | لا               |
| می بمل کاسته | E♭dim | می بمل | سل بمل           | سی دوبل بمل (لا) |
| می‌کاسته      | Edim  | می     | سل               | سی بمل           |
| فا کاسته     | Fdim  | فا     | لا بمل           | دو بمل (سی)      |
| فا دیز کاسته | F♯dim | فا دیز | لا               | دو               |
| سل بمل کاسته | G♭dim | سل بمل | سی دوبل بمل (لا) | ر دوبل بمل (دو)  |
| سل کاسته     | Gdim  | سل     | سی بمل           | ر بمل            |
| سل دیز کاسته | G♯dim | سل دیز | سی               | ر                |
| لا بمل کاسته | A♭dim | لا بمل | دو بمل (سی)      | می دوبل بمل (ر)  |
| لا کاسته     | Adim  | لا     | دو               | می بمل           |
| لا دیز کاسته | A♯dim | لا دیز | دو دیز           | می               |
| سی بمل کاسته | B♭dim | سی بمل | ر بمل            | فا بمل (می)      |
| سی کاسته     | Bdim  | سی     | ر                | فا               |